# Gardner (Massachusetts)
Gardner ist eine Stadt im Worcester County des Bundesstaats Massachusetts in den Vereinigten Staaten.
Das U.S. Census Bureau hat bei der Volkszählung 2020 eine Einwohnerzahl von 21.287 ermittelt.
Auf dem Gebiet der Stadt befinden sich mehrere Naturparks und auch das Mount Wachusett Community College befindet sich hier.

## Geschichte
Benannt zu Ehren des Politikers Thomas Gardner, wurde die Gemeinde 1764 erstmals von Europäern besiedelt und 1785 offiziell als Town gegründet, nachdem sie Landzuweisungen von den umliegenden Städten Ashburnham, Westminster, Templeton und Winchendon erhalten hatte. Ab etwa 1805 wurde sie zu einem Zentrum der Holz- und Möbelindustrie. Gardner ist aufgrund seiner langen Geschichte in der Möbelproduktion als Chair City und The Furniture Capital of New England bekannt. Bis 1910 gab es hier 20 Stuhlfabriken, die 4 Millionen Stühle pro Jahr produzierten. Sie war auch für die Silberschmiedekunst bekannt. Gardner wurde 1923 zur Stadt erhoben.

## Demografie
Laut einer Schätzung von 2019 leben in Gardner 20.683 Menschen. Die Bevölkerung teilt sich im selben Jahr auf in 87,0 % Weiße, 2,8 % Afroamerikaner, 0,1 % amerikanische Ureinwohner, 3,2 % Asiaten und 4,2 % mit zwei oder mehr Ethnizitäten. Hispanics oder Latinos aller Ethnien machten 9,3 % der Bevölkerung von Gardner aus. Das mittlere Haushaltseinkommen lag bei 49.679 US-Dollar und die Armutsquote bei 13,9 %.

## Wirtschaft
Im Laufe seiner Geschichte war Gardner für seine Möbelindustrie bekannt. Während die Stadt in den letzten Jahrzehnten eine Deindustrialisierung erfahren hat, gibt es in Gardner und den Nachbarorten noch eine Handvoll Möbelhersteller.